# Harbin (stacja kolejowa)
Harbin – stacja kolejowa w Harbin, w prowincji Heilongjiang, w Chinach. Na stacji jest 5 peronów.